# Anoncus marginellus
Anoncus marginellus är en stekelart som först beskrevs av Johann Ludwig Christian Gravenhorst 1829.  Anoncus marginellus ingår i släktet Anoncus och familjen brokparasitsteklar. Arten är reproducerande i Sverige. Inga underarter finns listade i Catalogue of Life.